# Primula megalocarpa
Primula megalocarpa là một loài thực vật có hoa trong họ Anh thảo. Loài này được H. Hara miêu tả khoa học đầu tiên năm 1974.